# Boucles Drôme-Ardèche
Les Boucles Drôme-Ardèche sont composées de deux courses cyclistes professionnelles, l'Ardèche Classic et la Drôme Classic. Fondées en 2005, ces courses sont devenues un moment important au début de la saison de cyclisme sur route. Elles se tiennent généralement le dernier week-end de février.
Le samedi, la Faun Ardèche Classic se déroule en Ardèche, avec départ et arrivée à Guilherand-Granges sur un parcours d'environ 200 km, et le dimanche, la Faun Drôme Classic se court dans  le département voisin de la Drôme sur une distance équivalente. Ces courses sont considérées comme des courses classiques au même titres que les courses qui se déroulent en Belgique ou dans le nord de la France, en raison de la typologie des parcours et des distances proposées. Les deux courses sont indépendantes l'une de l'autre ce qui permet aux équipes de présenter durant ce week-end des équipes différentes au départ de chacune des épreuves.

## Historique
Au fil des années ces courses ont pris de l'importance, le point de départ étant une course junior régionale en Ardèche, le Grand Prix de Ruoms, qui en se développant aboutit à la Classic Sud-Ardèche, puis à la Faun Ardèche Classic. Cette course est depuis 2013 couplée à la Valence Drôme-Classic, aujourd'hui Faun Drome Classic, les deux formant Les Boucles Drôme-Ardèche.

## Couverture médiatique
Les courses sont retransmises en direct par La chaîne L'Équipe, qui a acquis les droits pour les périodes 2017-2020, puis à nouveau, entre 2021 et 2024.

## Personnalités
Le palmarès de ces courses compte plusieurs grands noms comme Jean-Christophe Péraud, Christophe Riblon, Arthur Vichot, Romain Bardet, Samuel Dumoulin, Rémi Cavagna, David Gaudu, Julian Alaphilippe.
En 2014, c'est le français Florian Vachon (Bretagne-Séché Environnement) qui s'est imposé sur la Classic Sud-Ardèche, alors que Romain Bardet (AG2R La Mondiale) l'emportait sur la Valence Drôme-Classic. Des victoires importantes compte tenu de la qualité du plateau réuni en 2014, avec huit équipes World Tour et des nombreux grands noms tels que Philippe Gilbert (ancien champion du monde) ou Cadel Evans (vainqueur du Tour de France).
| Année | Ardèche Classic        | Drôme Classic               |
| ----- | ---------------------- | --------------------------- |
| 2005  | Fabien Fraissignes     | N/A                         |
| 2006  | Jean-Christophe Péraud | N/A                         |
| 2007  | Evgueni Sokolov        | N/A                         |
| 2008  | Gatis Smukulis         | N/A                         |
| 2009  | Freddy Bichot          | N/A                         |
| 2010  | Christophe Riblon      | N/A                         |
| 2011  | Arthur Vichot          | N/A                         |
| 2012  | Rémi Pauriol           | N/A                         |
| 2013  | Mathieu Drujon         | Annulée pour cause de neige |
| 2014  | Florian Vachon         | Romain Bardet               |
| 2015  | Eduardo Sepúlveda      | Samuel Dumoulin             |
| 2016  | Petr Vakoč             | Petr Vakoč                  |
| 2017  | Mauro Finetto          | Sébastien Delfosse          |
| 2018  | Romain Bardet          | Lilian Calmejane            |
| 2019  | Lilian Calmejane       | Alexis Vuillermoz           |
| 2020  | Rémi Cavagna           | Simon Clarke                |
| 2021  | David Gaudu            | Andrea Bagioli              |
| 2022  | Brandon McNulty        | Jonas Vingegaard            |
| 2023  | Julian Alaphilippe     | Anthony Perez               |
| 2024  | Juan Ayuso             | Marc Hirschi                |
| 2025  | Romain Grégoire        | Juan Ayuso                  |